# Louis Leblanc
Luis Francisco Juan Leblanc (en francés: Louis François Jean Leblanc; 13 de mayo de 1786-Lorient, 2 de abril de 1857), fue un vicealmirante francés, conocido en Argentina principalmente por su actuación en el Bloqueo del Río de la Plata en 1838.

## Biografía
Iniciado en la armada francesa en 1802, logra el grado de teniente de navío y caballero de Saint-Louis para 1820, participando ese mismo año de una expedición a la costa de Senegal y un viaje a Galam, que se publicó en los Annales maritimes. Durante la expedición española de 1823, formó parte de la flota enviada bajo las órdenes del almirante Guy-Victor Duperré para ayudar a las operaciones del ejército francés, y comandó, con el grado de capitán de fragata, el bergantín Cuirassier. Nombrado capitán de navío en 1828, Leblanc tomó el mando de la fragata Junon (ex-Amélie) y se dirigió al Mar Egeo. Fue él quien respondió ante Thomas Cochrane para justificar a los comandantes de la flota por haber acusado a sus barcos de tomar parte en actos de piratería, a pesar de que, en su carta del 24 de octubre de 1827, había denunciado la participación de varios personajes de alto rango en Grecia incurriendo en piratería."
Luego participó en la que los franceses llamaron la Expedición a Argel. Tuvo el mando de la fragata Hermione, y más tarde, en 1834, estuvo al mando de la estación frente al puerto de Argel. En 1831 fue nombrado comandante naval en Nantes y puesto al mando de la estación del Loira. Nombrado contralmirante en 1835, fue nombrado mayor de la marina en Brest en 1836, y luego comandante de la división naval estacionada en Brasil y en el Mar del Sur. 
En 1837, durante su estación en Río de Janeiro, recibe órdenes del Ministerio de Marina francés de llevar una fuerza naval al puerto de Buenos Aires en aras de «cuidar la dignidad y los intereses de Francia». Francia exigía al gobierno de la Confederación Argentina el eximir a ciudadanos franceses residentes del servicio militar obligatorio y el cumplir con indemnizaciones reclamadas por estos. En octubre de ese año, Leblanc envía hacia el Río de la Plata la corbeta Sapho, al mando del capitán Thíbauer, y el bergantín D'Assas, al mando del capitán de corbeta Daguenet, llegando a Buenos Aires el 30 de noviembre.
Luego de negociaciones infructuosas entre el vicecónsul francés, Aimé Roger, y las autoridades rioplatenses, este se retira a Montevideo a esperar a Leblanc, quien llega a la ciudad el 21 de febrero de 1838. Luego de un encuentro que terminó en conflicto entre el vicecónsul y Juan Manuel de Rosas, gobernador de Buenos Aires en esas fechas, Roger se retira definitivamente a Montevideo y el 24 de marzo, Leblanc parte a bordo de la corbeta Expeditive hacia el puerto de Buenos Aires.
Luego de reunirse con John Henry Mandeville, ministro plenipotenciario británico en Buenos Aires, Leblanc vuelve a reclamar por las exigencias francesas ante el gobierno de Rosas, pero ante la rotunda negativa de este, se declara bloqueado el puerto de Buenos Aires, así como también el resto de puertos en el resto del país.
En 1840 tras un largo período de negociaciones, la escuadra francesa se retira del Río de la Plata, una vez que Leblanc es sustituido en la posición por el vicealmirante Dupotet.
En 1841 es ascendido a vicealmirante, y en 1845 fue nombrado prefecto marítimo de Rochefort, luego en 1846, prefecto marítimo de Brest hasta 1852.
Después de los eventos de las llamadas Jornadas de Junio en 1848, el hombre a cargo del poder ejecutivo en Francia en ese momento, el general Louis-Eugène Cavaignac, lo nombró para ocupar la cartera del Ministerio de Marina. Pero Leblanc se negó y en 1849 pasó al Consejo de Estado como presidente del comité naval, cargo que ocupó hasta que fue incluido en la reserva y elevado al rango de gran oficial de la Legión de Honor .